# Obregonia denegrii
Obregonia es un género de la familia Cactaceae cuya única especie es: Obregonia denegrii, popularmente llamada biznaga de Obregón.  Es una especie rara que recuerda a un cono de conífera invertido con un centro lanudo.

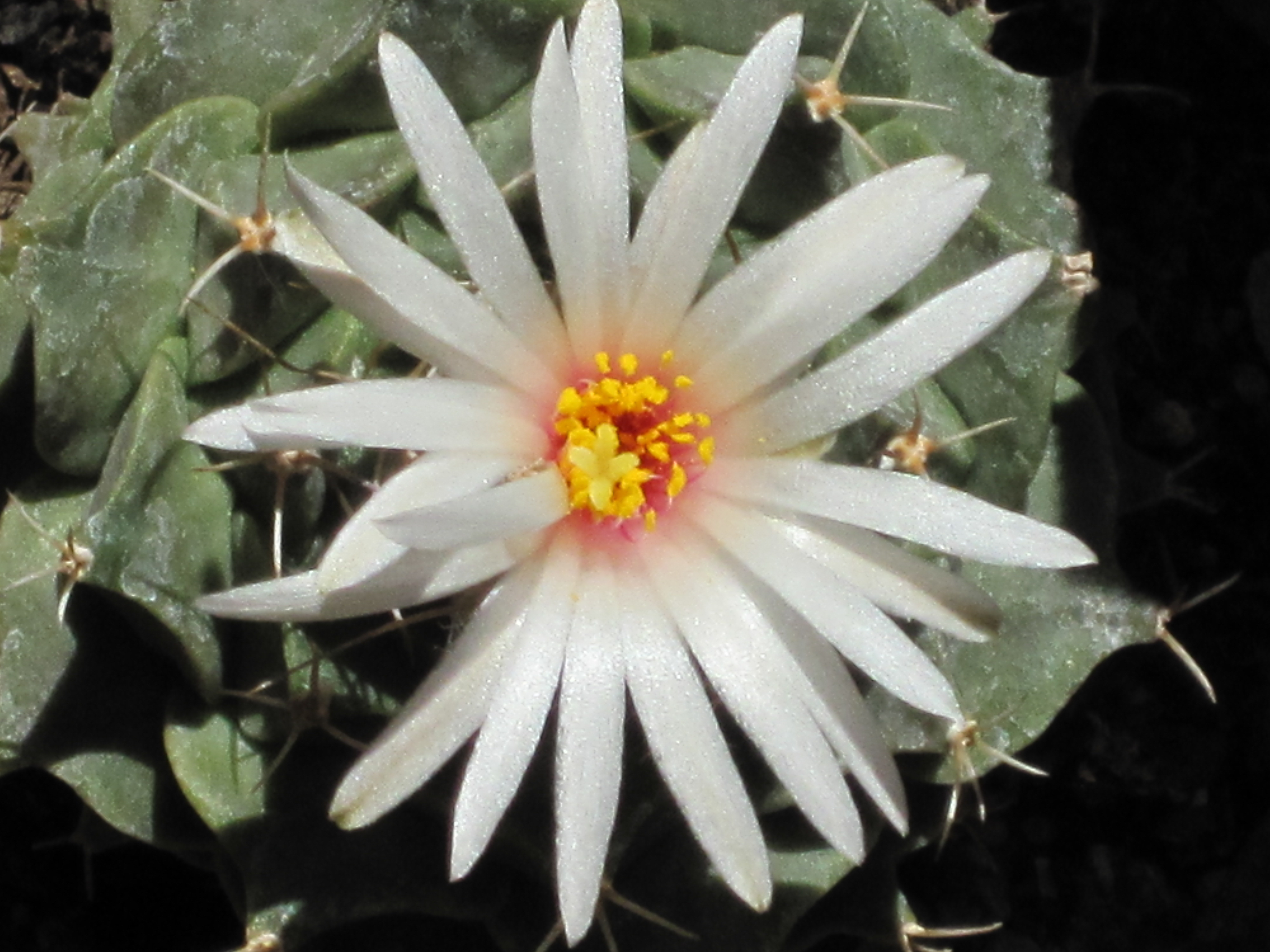
Detalle de la flor

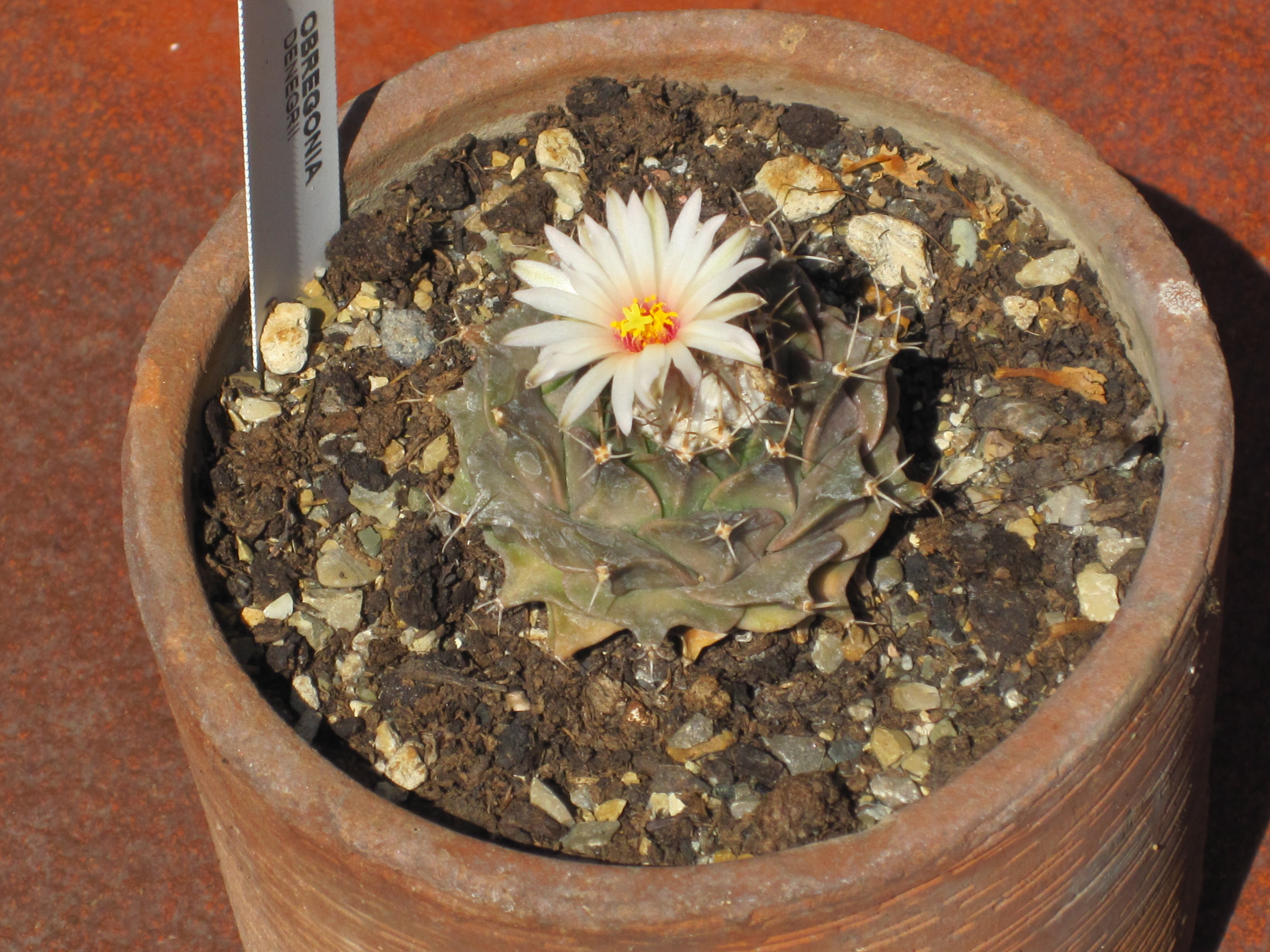
Vista de la planta

## Distribución
Es nativa del valle de Jaumave, en el estado de Tamaulipas, cerca de Ciudad Victoria, México, en un área aproximada de 6,5 kilómetros cuadrados.

## Descripción
Es un cactus de hasta 12 cm de diámetro, aspecto globular y gran raíz axonomorfa. Cuerpo compuesto por grandes tubérculos de forma triangular de 5 a 15 mm de largo, de aspecto similar al de hojas y superpuestos en espiral. No tiene costillas. En las plantas adultas, la base del tubérculo mide entre 2 y 2,5 cm; la cara externa es curva y terminada en un borde agudo, mientras que la interna es plana. Sobre el ápice del tubérculo existe una pequeña areola con 2 a 4 espinas cortas y débiles, proyectadas hacia el exterior, de 5 a 15 mm de largo. Las flores miden unos 3 cm de diámetro, son de color blanco o rosado y nacen de las areolas de los tubérculos más jóvenes, en el centro de la planta. Fruto marrón claro, seco, (indehiscente), de 1,6 a 2,5 cm de largo. Semillas en forma de pera, tuberculadas, negras, de 1 mm de diámetro.

## Cultivo
Temperatura media mínima 10 °C. Sol moderado. Riego normal en verano, seco en invierno. Buen drenaje, sustrato calizo.
Se multiplica mediante semillas. De crecimiento lento, a veces se injerta.

## Usos
Esta especie es recolectada de manera ilegal como planta ornamental y también se cultiva ampliamente. Se recoge por la población local con fines medicinales (utilizados para tratar el reumatismo). Contiene 3 alcaloides. 

## Observaciones
Desde la década de 1980, está incluida en el Apéndice I del CITES, puesto que se le consideraba en riesgo inminente de extinción. En la actualidad se considera que las condiciones que llevaron a esta creencia, como su alto valor comercial, la colecta desmedida y la explotación de su hábitat, ya no existen. El total de individuos entre todas sus poblaciones se estima en algunos millones.

## Taxonomía
Obregonia denegrii fue descrita por Fric y publicado en Kaktusova Priloha Život v Přírodě Vychaizi v Praze. Strana 29(2): 14. 1925. La especie tipo es: Dicrocaulon pearsonii N.E. Br. 
Etimología
Obregonia: nombre genérico que fue puesto en honor de Álvaro Obregón.
denegrii: epíteto otorgado en honor del político mexicano Ramón Denegri.
Sinonimia
- Ariocarpus denegrii (Fric) Marshall
- Strombocactus denegrii (Fric) Rowley